# 영강체육공원
영강체육공원(穎江體育公園, Yeonggang Sports Park)은 대한민국 문경시에 있는 체육 시설이다. 축구 경기장 , 테니스 경기장 10면, 게이트볼 경기장 8면, 족구 경기장 6면, 농구 경기장 1면, 인라인 스케이트 경기장 1면, 론볼 경기장 1면, 그라운드골프 경기장 1면, 스포츠 클라이밍 경기장이 조성되어 있다.

## 참고 문헌
- 《전국 공공체육 시설 현황 (2017년말 기준)》. 대한민국 문화체육관광부. 2019. 2020년 7월 16일에 원본 문서에서 보존된 문서. 2019년 6월 9일에 확인함.